# لين لوسون
لين لوسون (بالإنجليزية: Len Lawson)‏ هو فنان قصص مصورة أسترالي، ولد في 1927 في واجا واجا في أستراليا، وتوفي في 29 نوفمبر 2003 في Grafton Correctional Centre ‏ في أستراليا.